# 프랑스령 루이지애나
프랑스령 루이지애나(프랑스어: La Louisiane, 영어: French Louisiana)는 북아메리카 대륙의 프랑스 식민지 누벨프랑스의 한 관할지 이름이다. 17세기에서 18세기에 걸친 명칭이며, 이 지역을 탐험한 프랑스인 탐험가 라살이 프랑스 국왕 루이 14세를 따서 ‘루이지애나’라고 명명했다. 원래 그 지역은 미시시피강 유역의 대부분을 포함하고 있으며, 남북은 오대호에서 멕시코까지, 동서는 애팔래치아산맥에서 로키산맥까지 광대하게 뻗어 있었다. 관리는 아칸소 강에서 북쪽의 어퍼 루이지애나(프랑스어: Haute-Louisiane)과 로우 루이지애나 (프랑스어: Basse-Louisiane)으로 나뉘어 있었다. 현대 미국 루이지애나는 프랑스령 루이지애나의 극히 일부에 불과하지만, 이것은 역사적인 지역의 이름을 받은 것이다.
1682년에 라 사르가 이 지역을 탐구하고, 프랑스가 영유권을 주장했지만 사람도 재원도 부족했기 때문에 얼마간 큰 발전은 없었다. ‘프렌치 인디언 전쟁’에서 프랑스가 영국에 패함으로써 1763년에 미시시피강을 경계로 동쪽을 영국에, 서쪽으로는 플로리다를 대가로 스페인에 양도했다. 프랑스는 비밀 조약으로 서쪽 영토를 되찾았지만, 나폴레옹 보나파르트가 1803년에 미국에 양도(루이지애나 매입)를 결정하여, 프랑스의 지배는 끝나게 되었다.
미국과 영국 사이의 국경을 결정하기 위하여 맺어진 〈1818년 조약〉으로, 북위 49도선 이북에 있던 부분을 영국령 캐나다에 편입했고, 그곳은 오늘 날 앨버타주와 서스캐처원주의 일부가 되었다.

## 지리

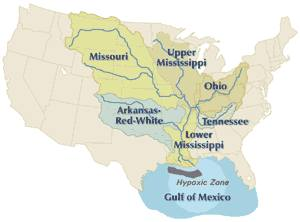
프랑스는 미시시피강과 그 지류 유역 전체의 영유권을 주장했다.

18세기, 프랑스령 루이지애나 오늘의 미국 중서부의 대부분을 포함했다. 오늘날 사용되고 있는 의미의 국경의 공식적인 정의가 없었기 때문에, 그 정확한 경계를 분류하는 것은 어렵다. 인구가 적당히 있고, 방어선이 되었던 것은 미시시피강 계곡 주변 뿐이었다. 대략적으로 말해, 북쪽 경계는 오대호 특히 미시간호와 이리호이다. 동쪽은 애팔래치아산맥에서 영국령 아메리카 식민지와 인접했다. 서쪽으로는 대평원과 로키산맥이 지배할 수 있었다 경계였지만, 거기에서 앞은 미국에 있는 원주민이 지배하는 ‘와일드 웨스트’였다. 남쪽 경계는 멕시코이며, 식민지 항구를 제공하고 있었다.
식민지의 대부분이 평탄하며, 유럽의 이동에는 형편이 좋았다. 평균 해발 1,000 m가 안된다. 서쪽으로는 산지이며, 중남부에서 오자크 고원이 예외적인 고지대이다.

### 로우 루이지애나

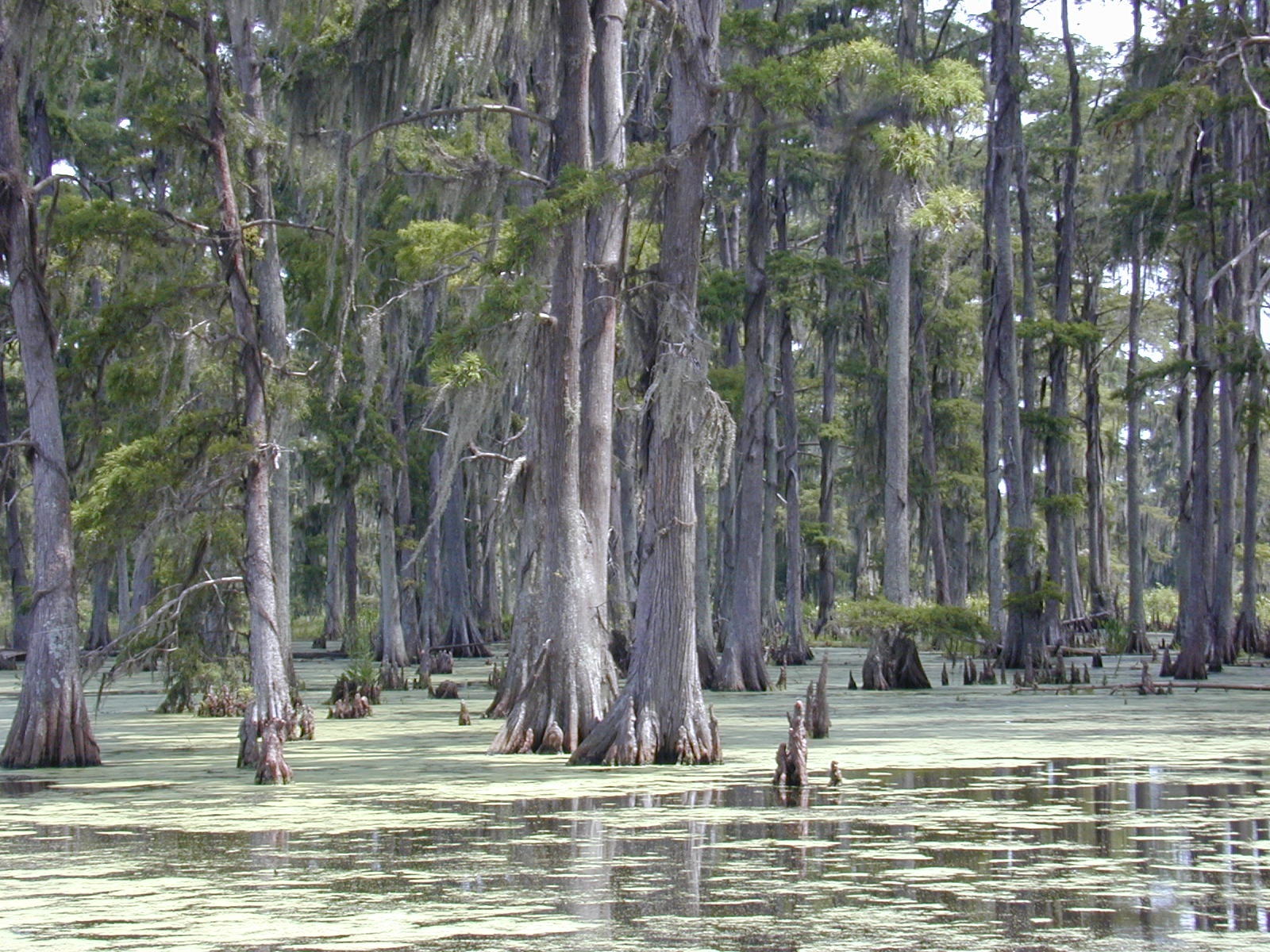
루이지애나 습지

프랑스령 루이지애나의 저지는 온화한 기후이지만, 늦여름부터 초가을에 걸쳐 발생하는 멕시코만 연안의 허리케인이 특징이다. 겨울에는 서리가 내리기는 하지만, 쌀, 담배, 인디고 재배가 가능하다. 이 지역의 대표적인 지형으로는 미시시피강 삼각주로 나타나는 호수와 많은 습지이다. 미시시피강에서 시내가 분기하여 오랫동안 완만한 흐름을 형성하고 있으며, 총 수천 킬로미터에 이르는 그물망 모양의 항해가 가능한 수로이다.

### 어퍼 루이지애나
프랑스령 루이지애나의 상류 지역은 대부분이 광대하고 비옥한 평원이다. 기후는 여름에는 덥고 겨울에는 북극 바람의 영향을 받는다. 17세기 이 지역의 대부분은 숲으로 덮여 있으며, 동물이 자라는 환경에 적합했다. 이 때문에 모피를 찾아 들어가는 유럽 사람도 많았다. 이후 150년간 숲은 거의 없어져 버렸다.

## 같이 보기
- 프랑스령 서인도 제도
- 프랑스의 식민지 목록
- 캐도족